# Тавуш
Таву́ш (вірм. Տավուշ) — марз (область) у Вірменії, на північному сході країни. Межує з марзом Лорі на заході, марзом Котайк на південному заході, марзом Гегаркунік на півдні, з Азербайджаном на сході та з Грузією на півночі. Адміністративний центр — місто Іджеван, інші міста — Діліжан, Берд, Ноемберян.

## Найвизначніші пам'ятки
- Монастир Агарцин
- Монастир Гошаванк
- Діліжанський заповідник
- Фортеця Тавуш
- Фортеця Бердаван

## Найбільші населені пункти
Міста з населенням понад 5 тисяч осіб:
| Назва міста | Населення, осіб (2010) |
| ----------- | ---------------------- |
| Іджеван     | 20574                  |
| Діліжан     | 15614                  |
| Берд        | 8515                   |
| Ноемберян   | 5503                   |